# Старый Ноныгерь
Старый Ноныгерь — деревня в Малмыжском районе Кировской области. Входит в состав Большекитякского сельского поселения. 

## География
Находится в правобережной части района на расстоянии примерно 18 километров по прямой на юг от районного центра города Малмыж.

## История
Известна с 1873 года, когда в ней было учтено дворов 22 и жителей 125, в 1905 году 38 и 225, в 1926 47 и 259 (253 из которых мари) соответственно. В 1950 году было 70 дворов и 266 жителей. В 1989 году учтено 186 жителей.

## Население
Постоянное население составляло 147 человек (мари 84%) в 2002 году, 106 в 2010.